# 王彥 (南宋)
王彥（1090年—1139年），字子才，兩宋之際潞州上党（今山西长治）人。少年投軍，後选为军官，补「下班祗应」（武官的最低官阶）。從泾原路经略安抚使師道討西夏有功。金軍入侵汴京時，弃家自請出戰。張所頗為器重，任為都統制。後成為八字軍領袖。

## 生平
宋高宗建炎元年九月中旬（1127年10月间），河北招抚使张所命王彦任河北招抚使司都统制，率裨将岳飛和张翼、白安民等十一将与所部七千人渡河前去收复卫州等地。随即张所因从前曾弹劾黄潜善而被贬逐岭南，河北西路招抚司撤销，王彦一军成为孤军。为了表达自己抗金的决心，王彦和他的部属们都在脸部刺上「赤心报国，誓杀金贼」八个字，是谓「八字军」，后来发展到數万人，两河地区纷纷响应，忠义民兵首领傅选、孟德、刘泽、焦文通皆附之，连绵数百里。金军屡次进行围剿都沒有成功。
東京留守宗澤聞王彥聚兵于太行山，二年（1128年）五月以彥为武功大夫、忠州防御使、制置两河军事。王彥后率萬余人南渡黃河歸附宗澤，即以所部兵马付留守司，量带亲兵趋行在，面见黄潜善、汪伯彦，力陈两河忠义延颈以望王师，愿因人心，大举北伐。言辞愤激，大忤时相意，遂降旨免对。十月，以彦为武翼郎（武階，第四十二階，從七品）、阁门宣赞舍人（職，從七品）。定武军承宣使、权主管侍卫亲军步军司公事、禦營平寇前將軍范瓊以彥為御营平寇前軍统领，彥知瓊難於公事，遂称疾不就，就醫于真州。苗刘兵变时苗傅、刘正彦授彦为御营使司统制官，彦以佯狂乞退休，许之。三年（1129年）三月，以武功大夫（武階，第十五階，正七品）、忠州防禦使致仕。高宗复位后嘉其行，七月为知洮州事、主管沿边同安抚使司公事。知枢密院事张浚宣抚川陕，彦任川陕宣抚处置使司前军统制，率八字军从行。九月，授利州路兵馬鈐轄。張浚以京西盜賊坌起，而金州為蜀之後門，以彥任金均房州安撫使、知金州事。四年（1130年）五月，進右武大夫（武階，第十四階，正六品），九月授左武大夫（武階，第十三階，正六品）。十一月，為金房均州鎮撫使。绍兴元年（1131年）九月，以破李忠之功，授拱卫大夫（武阶官，第十二阶，正六品）、温州观察使（遥郡官，第二阶）。富平之战后在川陕地区与金兵、刘豫伪齐军作战，屡得胜利。二年（1132年）六月，授洪州观察使。三年（1133年）二月，以剿殺董先賊眾，收復商州之功，除龍衛神衛四廂都指揮使。六月，進保大軍承宣使兼川陕宣抚使司参议，彦不受。五年（1135年）四月，知荆南府事，充归峡州荆门公安军安抚使。彦因荆南旷土措置屯田，自蜀买牛千七百头，授官兵耕，营田八百五十顷，分给将士有差。六年（1136年）二月，授保康軍承宣使（武階，正任官第二階，正四品）、知襄阳府事、京西南路安抚使，時岳飛為京西湖北宣抚使，彦上書以飛嫌辞。四月，张浚奏彦为行营前护副军都统制、督府参谋军事，彦率所部赴行在，授浙西淮东沿海制置副使。七年（1137年）正月，驻军平江府，所部兵士因與协忠大夫、华州观察使、权主管侍卫亲军马军司公事解潜部械鬥，罷軍職降授雄州防御使（武階，正任第四階，從五品）。二月，復洪州观察使（階官，正五品）知邵州(治今湖南邵阳)。九年（1139年）十月卒，享年五十，赠昭化军承宣使。二十九年（1159年）正月，以其累立战功，赠典未称，特赠安远军节度使。
王彥被罢兵权后，「八字军」歸于右武大夫、开州团练使、权主管侍卫亲军马军司并殿前步军司公事劉錡。紹興十年（1140年）五月，劉錡率「八字军」在順昌府大敗完顏宗弼的金兵主力，取得「順昌之戰」的勝利。

## 家族
- 妻：刘氏，硕人
- 子：王世显，成忠郎
- 子：王世雄